# Baitoa (ort)
Baitoa är en ort i Dominikanska republiken.   Den ligger i provinsen Santiago, i den centrala delen av landet, 120 km nordväst om huvudstaden Santo Domingo. Baitoa ligger 250 meter över havet och antalet invånare är 2 013.
Terrängen runt Baitoa är huvudsakligen kuperad, men åt sydost är den platt. Runt Baitoa är det ganska tätbefolkat, med 179 invånare per kvadratkilometer. Närmaste större samhälle är Santiago de los Caballeros, 14,1 km norr om Baitoa. Omgivningarna runt Baitoa är en mosaik av jordbruksmark och naturlig växtlighet.